# Крымскотатарская литература
Крымскотатарская литература (крымскотат. Qırımtatar edebiyatı) — литература крымских татар. Начинает свою историю со времён Золотой Орды, расцветает в период Крымского ханства и возрождается в конце XIX века.

## История

### Средневековье
Одним из первых литературных произведений Крыма была поэма «Юсуф и Зулейха» написанная Махмудом Кырымлы в XIII в.. Выдающимися литераторами Крыма были: Али (- 1232), Махмуд (XIII—XIV вв.), Мевляна Реджеб бин Ибрагим (…- 1386), Мевляна Шерефеддин бин Кемаль (- 1438) и Кемаль Умме (- 1475).
В период Золотой Орды (XIII — первая половина XV в.) с принятием крымцами ислама возникла дворцовая поэзия, чьё формирование более или менее завершилось в ранний период развития Крымского ханства.

### Классический период
Крымскотатарская литература периода расцвета Крымского ханства была дворцовой литературой (saray edebiyatı), известной также как «литература дивана», то есть светской. Её авторами были ханы и аристократы. Все письменные памятники этого периода написаны арабской графикой. Литература была представлена поэзией, среди известных поэтов были: Абдул-Меджид Эфенди, Усеин Кефевий, Менгли I Герай, Бора Газы, Раммель Ходжа, Ашик Умер, Мустафа Джевхер, Лейля Бикеч, Ашик Ариф, Джанмухаммед, Эдип Эфенди. Была также в ханском дворе поэтесса Хан-заде-ханум, которая была женой хана Бахадыр I Герая.
В XV—XVII веках складывались антологии из произведений крымских поэтов.
Данная литература изобиловала иноязычной лексикой, и прежде всего арабскими и персидскими заимствованиями. Препятствием к использованию тюркской лексики была система стихосложения — аруз, в основе которой лежало разделение гласных по длине, которого не было в крымскотатарском языке. Именно это обусловило столь частое обращение поэтов к арабской и персидской лексике. В результате возник язык, доступный лишь тем, кто владел персидским и арабским языками.
Другое направление — богословские труды (в основном последователей суфизма), например шейха Ибрагим аль-Кырыми.
Параллельно на народном крымскотатарском языке возникали героические произведения (Çorabatır — Богатырь Чора, Kör oğlu — Сын слепого), общественно-бытовые произведения (Tair ve Zore — Таир и Звезда), сказки (о животных, волшебные, бытовые, кумулятивные), народные песни (свадебные, лирические, шуточные, солдатские), легенды, пословицы, поговорки, загадки и тому подобное. Язык этих произведений содержит мало заимствований.
Другие известные произведения этого периода: «О походе Исляма-Гирея на Польшу» Джан-Мухаммеда, «Ассеб-ус-Сейяра» (Семь планет относительно известий об истории татар) Сейида Мухаммеда Ризы, «Эль Мугум-уль-Бурхан» (Океан доказательств), многочисленные ханские ярлыки. Прозаические произведения классического периода — это исторические труды такие как «Розовый цветник ханов, или История Крыма» Халим Гирая и «Подставка летописи и исторических известий» Абд ал-Гаффар Кырыми.
После завоевания Россией литературная жизнь Крыма на крымскотатарском языке остановилась, поскольку крымские ханы были главными меценатами поэзии.

### Новейший период
Ключевой фигурой конца XIX — начала XX веков был Исмаил Гаспринский, который заложил основы рассказа и романа в крымскотатарской литературе. Гаспринский издавал газету «Терджиман», в которой появлялись произведения новых крымскотатарских литераторов.
В XX веке Эшреф Шемьи-заде прилагал усилия к созданию новой крымскотатарской поэзии. Среди выдающихся поэтов также: Бекир Чобан-заде, Абдулла Дерменджи, Шевки Бекторе, Абдулла Лятиф-заде, Амди Гирайбай. Первую драму на крымскотатарском языке «Оладжага чаре алмаз» (Чему быть, того не миновать) написал Абдулла Озенбашлы в 1901 году. В 1906 в Бахчисарае под руководством Джеляла Меинова был основан литературный кружок «Учкун» (Искра).
На развитие крымскотатарской литературы советского послевоенного периода сильно повлиял факт депортации крымских татар в Среднюю Азию и на Урал. Так была прервана литературная традиция. Сам факт существования крымскотатарской литературы и важнейших её авторов замалчивался в СССР до 1970-х годов.
В 1970—1980-х годах развивалась проза, в частности в таких авторов, как Айдер Осман, Урие Эдемова, Эрвин Умеров, Эмиль Амит и Рустем Муедин. Классик советского периода Шамиль Алядин. Известный крымскотатарский автор Дженгиз Дагджи писал все свои произведения на турецком языке.

## Современная литература
Для современной крымскотатарской прозы характерна традиционность культуры ислама (суфизм, этика Корана). Влияние европейского постмодернизма и авангарда ограничено и случается у таких авторов, как Таир Халилов и Гульнара Усеинова. Современные крымскотатарские поэты: Шакир Селим, Юнус Кандым, Певат Зеты.
Существует Союз крымскотатарских писателей. Художественные произведения выходят в литературном журнале «Йылдыз».
Премии за произведения на крымскотатарском языке: имени И. Гаспринского, имени Эшрефа Шемьи-заде, имени Бекира Чобан-заде, а также конкурс Ахмеда Ихсана Кырымлы.

## Переводы

### Украинские
- Окрушина сонця — Кунештен бир парча: Антологія кримськотатарської поезії XIII—XX ст. Мірошниченко М., Кандим Ю. Київ: Гол. спец. редакція літ-ри мовами нац. меншин України, 2003
- Самотній пілігрим: Сучасна кримськотатарська проза. Даниленко В. Київ: Видавець В. Даниленко, 2003
- Молитва ластівок: Антологія кримськотатарської прози XIV—XX століть, в 2 книгах Мірошниченко М., Кандим Ю. Київ: Етнос, 2005, 2006
- Брама Сходу [Текст] : золоті сторінки кримськотатарської поезії у перекладі Миколи Мірошніченка з дод. статей про її творців / пер. М. Мірошніченко. — К. : Головна спеціалізована редакція літератури мовами національних меншин України, 2004
- Кримськотатарські казки : для дітей мол. та середнього шк. віку / упоряд. Нузет Умеров; пер. з кримськотатар. мови Данило Кононенко; худ. Катерина Очередько, Тетяна Очередько. — К. : УкрНДІСВД : Етнос, 2010. — 128 с. : іл. — (Серія Чарівний світ)
- Казки кримських татар / худ. І. Рудь — Вольга. — К. : Грані-Т, 2009. — 104 с. : цв. ил. — (Казки народів світу)[7]

### Русские
- Радлов В. В. Сказки, легенды и анекдоты, собранные В. В. Радловым в ходе крымской экспедиции 1886 года / в переводе А. Жердевой. — Симферополь: Н. Орiанда, 2021. — ISBN 9785604550786.
- Я никого не забуду… / Сборник произведений крымскотатарских писателей 1913—1940 гг. — Симферополь, 2001.
- Юнусова Л. С. Крымскотатарская литература: сборник произведений фольклора и литературы VІІІ—XX вв. — Симферополь: Доля, 2002